# Muttergotteskirche (Daraschamb)

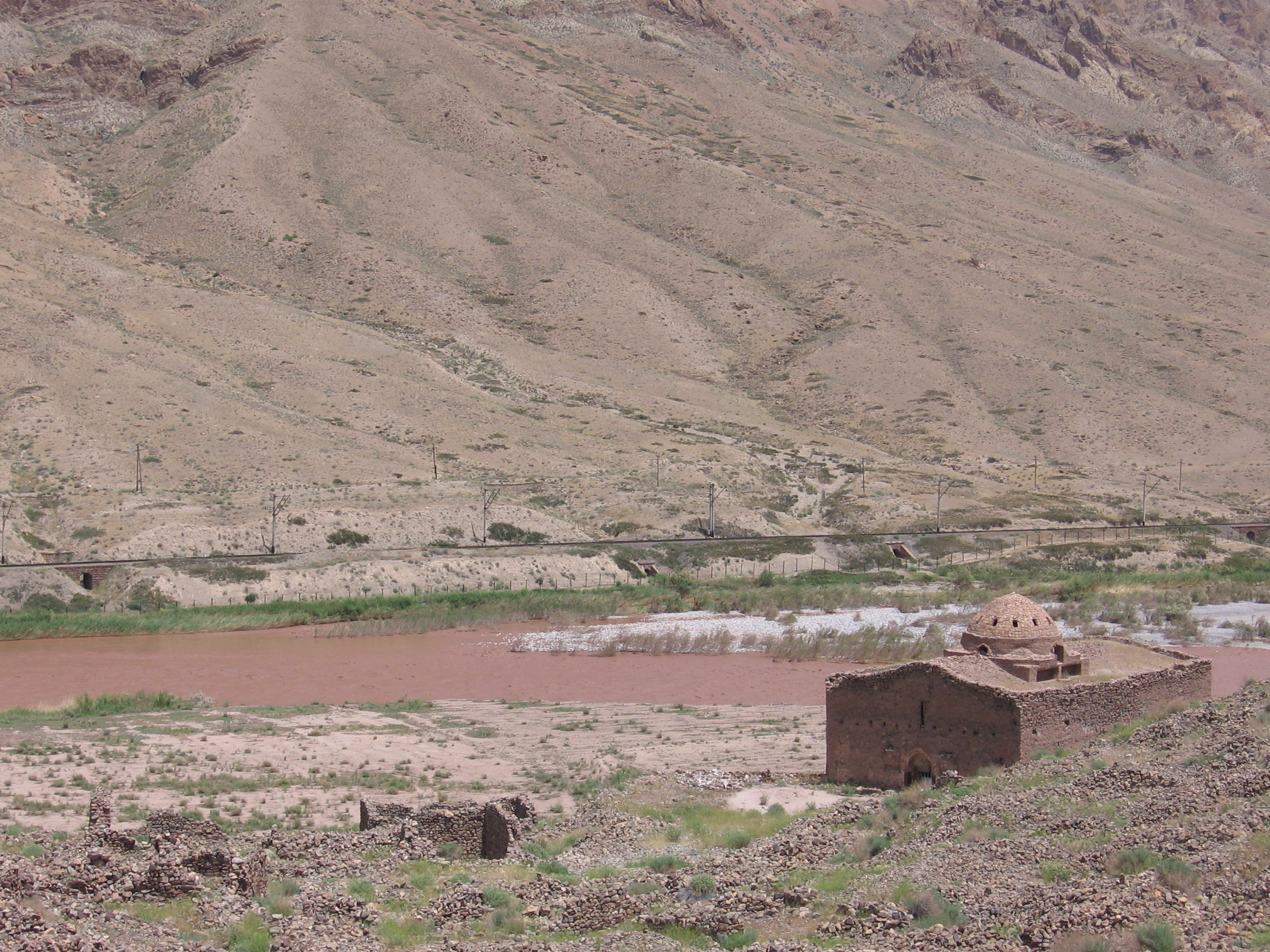
Kirche der Heiligen Mutter Gottes am Aras

Die Muttergotteskirche von Daraschamb, armenisch Սուրբ Ասսուածածին Եկեղեցի Surb Astwazazin Ekeghezi, Surb Astvatsatsin Daraschamb, „Muttergotteskirche“, ist eine im 17. Jahrhundert erbaute armenisch-apostolische Kirche. Sie steht im Tal des Aras, der hier die Grenze zu Aserbaidschan bildet, bei Daraschamb im Osten der iranischen Provinz West-Aserbaidschan.